# Тихонов, Алексей Петрович
Алексе́й Петро́вич Ти́хонов (25 февраля 1907, дер. Сизенки, Орловская губерния — 28 января 1978, Пятигорск, Ставропольский край) — командир 23-го отдельного моторизованного понтонно-мостового батальона, майор. Герой Советского Союза.

## Биография
Родился 12 февраля 1907 года в деревне Сизенки (ныне — урочище в Знаменском районе Орловской области). Окончил 5 классов. Работал в хозяйстве отца.
В Красной Армии с 1929 года. В 1930 курсант батальонной школы.
Член ВКП(б)/КПСС с 1932 года.
В 1936 году окончил Ленинградское военно-инженерное училище. 
С 1936 по 1942 служил на Дальнем Востоке в звании лейтенанта.
На фронте в Великую Отечественную войну с февраля 1942 года. Организовывал переправы через реки Дон, Воронеж, Оскол, Северский Донец, Псёл. Был ранен.
Для форсирования Днепра 23-й отдельный моторизованный понтонно-мостовой батальон 47-й армии 1-го Украинского фронта был переброшен из-под Обояни под Канев и к вечеру 25 сентября 1943 года достиг реки.
Командир батальона майор Тихонов разведал участок для форсирования Днепра в районе Канева и наметил наиболее удобные участки для наведения переправ. С наступлением темноты 26 сентября он организовал пять пунктов переправы. Под непрерывным пулемётно-миномётным огнём противника понтонёры совершали постоянные рейсы на противоположный берег. За первую ночь была переправлена 23-я стрелковая дивизия с материальной частью, а в следующую — 30-я стрелковая дивизия с приданными ей артиллерийскими подразделениями, более 20 танков Т-34 и почти 350 автомашин с боеприпасами. Переправленные войска захватили плацдарм и расширили его до нескольких километров по фронту и в глубину. Майор Тихонов всё время находился на самых сложных участках и непосредственно руководил переправой, которая длилась 25 дней. К 20 октября воины батальона переправили более тридцати тысяч человек и большое количество техники.
Указом Президиума Верховного Совета СССР от 3 июня 1944 года за мужество, отвагу и героизм, майору Тихонову Алексею Петровичу присвоено звание Героя Советского Союза с вручением ордена Ленина и медали «Золотая Звезда».
После войны А. П. Тихонов продолжал службу в армии. В 1948 году окончил Курсы усовершенствования офицерского состава. С 1954 года подполковник Тихонов — в запасе. Жил и работал в городе Пятигорск Ставропольского края.
Награждён орденом Ленина, тремя орденами Красного Знамени, орденом Суворова 3-й степени, двумя орденами Отечественной войны 1-й степени, орденом Красной Звезды, медалями.
Умер 28 января 1978 года. Его имя увековечено в мемориале Воинской славы в Пятигорске.